# Liste de projets gouvernementaux relatifs aux investigations sur les ovni
 (août 2020).
Si vous disposez d'ouvrages ou d'articles de référence ou si vous connaissez des sites web de qualité traitant du thème abordé ici, merci de compléter l'article en donnant les références utiles à sa vérifiabilité et en les liant à la section « Notes et références ».

Liste de projets gouvernementaux passés ou présents d'enquête sur les Ovnis.

## Brésil
- Operação Prato[1]

## Canada
- Project Magnet[2]

## France
- GEIPAN[3]

## Ex Union soviétique
- Institut 22

## Royaume-Uni
- Flying Saucer Working Party[4]
- Projet Condign[4]

## États-Unis d'Amérique
- Advanced Aerospace Threat Identification Program[5]
- Rapports de l'US Air Force sur l'Affaire de Roswell
- Brookings Report
- Rapport Condon
- Estimate of the Situation
- Projet Blue Book
- Projet Grudge
- Projet Serpo
- Projet Sign
- Projet Silver Bug
- Jury Robertson